# Sciophila clava
Sciophila clava är en tvåvingeart som beskrevs av Soli 1997. Sciophila clava ingår i släktet Sciophila och familjen svampmyggor. Inga underarter finns listade i Catalogue of Life.